# Magatzems El Siglo
Els magatzems El Siglo van ser uns grans magatzems oberts el 1881 a la Rambla de Barcelona, i que van funcionar fins al 1932, quan foren destruïts per un incendi. Eren els més importants de l'Estat espanyol, a l'estil de Harrods de Londres o Le Bon Marché de París. Ocupaven els números 3, 5 i 7 de la Rambla dels Estudis, els números 10, 12 i 14 del carrer de Xuclà i el número 1 de la plaça del Bonsuccés. Hi treballaven 1.050 empleats, als quals calia sumar 600 llocs de treball indirectes dels tallers de confecció que els proveïen. Editaven uns 30.000 catàlegs i repartien uns 100.000 globus a l'any entre els fills dels seus clients. També posseïen una flota de 25 camions per a efectuar el repartiment a domicili dels productes pesants.

## Història
A mitjans del segle xix, un venedor ambulant anomenat El feo malagueño va obrir al començament de la Rambla de Santa Mónica una botiga anomenada El Siglo. El 1881, Eduardo Conde y Gimènez, el seu cunyat Ricardo Gómez del Olmo y Saavedra, i Pablo de Puerto y Arrey van crear la societat Conde, Puerto i Cia, que va adquirir aquest negoci i el va traslladar als números 10 i 12 del carrer de Xuclà i 5 de la Rambla dels Estudis, un edifici construït el 1879 per l'indià Josep Taltavull segons el projecte del mestre d'obres Alexandre Perich. El projecte arquitectònic i el rètol de la porta principal van ser obra del mestre d'obres Domènec Balet, i la decoració interior de fustes nobles d'Antonio Carretero. El 1883 van fer instal·lar dos focus d'arc voltaic a la Rambla, davant de la façana.
El 1896, l'arquitecte Leocadio de Olavarria, cunyat de Conde, va projectar la reforma i ampliació dels magatzems, amb una nova façana al carrer de Xuclà i un nou cos d'edifici a l'interior d'illa coronat per una gran claraboia. El 1909 van obrir una cafeteria i un saló de lectura per als seus clients.
El 31 de desembre del 1912 va morir Pablo de Puerto, i l'empresa va passar a denominar-se Conde i Cia. El 27 de març del 1914 va morir Eduard Conde, succeït al capdavant de l'empresa pels seus fills Dionisi, Ricard, Eduard i Alfred, juntament amb Olavarría. El 1921 va passar a convertir-se en la societat anònima Grandes Almacenes el Siglo, nom que va conservar fins a la seva desaparició.

El diumenge 25 de desembre (dia de Nadal) del 1932, un colossal incendi va destruir els magatzems. Segons el periodista Lluís Permanyer:
| « | En un dels aparadors del comerç tenien, com a atracció comercial, un petit tren en miniatura que el recorria entre els articles exposats. Per tal de donar-li més realisme, es van carregar alguns vagons amb carbó i petits paquets simulant regals. A l'hora de tancar el local, se'ls va oblidar apagar la locomotora que va continuar fent voltes i més voltes al seu recorregut. L'excés de pes dels vagons va provocar un sobreescalfament del motor del tren fins que es va incendiar. Aquest petit foc va passar a les cortines de l'aparador, als articles, a les prestatgeries de fusta i així fins a incendiar tot l'edifici en un dels incendis més notables que es recorda a Barcelona. | » |

El 1934, El Siglo va reobrir als antics magatzems Damians del carrer de Pelai, 54. El solar fou aprofitat per a la perllongació fins a la Rambla del carrer del Pintor Fortuny, on la seu de la Companyia General de Tabacs de Filipines va guanyar una nova façana. El cantó oposat va ser utilitzat per a representacions de teatre ambulant, companyies de circ i fires d'atraccions fins a mitjans de la dècada del 1950, quan s'hi van edificar les Galerías Astoria (1955) i l'hotel Manila (1957).